# یواس‌اس تیلور (اف‌اف‌جی-۵۰)
یواس‌اس تیلور (اف‌اف‌جی-۵۰) (به انگلیسی: USS Taylor (FFG-50)) یک کشتی است که طول آن ۴۵۳ فوت (۱۳۸ متر), در کل می‌باشد. این کشتی در سال ۱۹۸۳ ساخته شد.